# 狮狼之争
《狮狼之争》（英語：The Wolf and the Lion）是美国HBO播出的历史奇幻电视剧《权力的游戏》第一季第五集。本集于2011年5月15日首次播出，编剧是该系列主创兼执行制片人大卫·贝尼奥夫和D·B·魏斯，由布莱恩·柯克执导。
本集主要讲述奈德·史塔克公爵对前任首相之死的调查。君临城中，“首相比武大会”落下帷幕，而各个派系争夺权力的阴谋也逐渐显露在观众眼前。当提利昂·兰尼斯特被凱特琳·史塔克逮捕的消息传来时，这种微妙的平衡就被打破了。该集的标题暗示史塔克家族（其徽章是狼）可能很快就会与兰尼斯特家族（其徽章是狮子）发生战争。
随着这一集的播出，本季剧情已经过半，情节也明显丰富起来。尽管丹妮莉丝和乔拉·莫尔蒙是君临城众人讨论的话题，但他们两人并没有出现在本集中。琼恩·雪诺和绝境长城上的所有人物均未出场，罗柏·史塔克也没有出现在临冬城的场景中。因此，艾米莉·克拉克、伊恩·格雷、哈里·劳埃德、理查德·麦登和基特·哈灵顿等人的名字都被从片头中删除了。在片头动画中出现的地图上，鹰巢城成为君临城和临冬城之间的一个新地点。
本集在评论界获得了特别高的评价，多位评论家称其为该剧为开播以来最佳单集，并对剧集的节奏把控以及省略绝境长城和多斯拉克两条故事线的做法大加赞赏，认为这使得本集呈现出更为集中的叙事风格。在美国，该集首播便收获了258万观众。

## 剧情

### 在临冬城
为了让布兰·史塔克忘却瘫痪之苦与母亲离去的伤痛，鲁温学士建议他学习多斯拉克人的骑射技艺。席恩·葛雷乔伊则因遭到心仪的妓女萝丝嘲弄而对比提利昂心生嫉妒。

### 在谷地
凯特琳·史塔克率随从押解提利昂·兰尼斯特东行穿越明月山脉，向鹰巢城进发。途中遭遇山民部落伏击，提利昂临危施救，助凯特琳脱险。抵达鹰巢城后——此地由前首相琼恩·艾林的遗孀莱莎（凯特琳已经精神失常的妹妹）统治——凯特琳见到了莱莎及其仍坚持以母乳喂养的八岁幼子罗宾。提利昂被关押进鹰巢城的天牢中，而莱莎则准备以谋杀丈夫的共犯身份对他进行审判。

### 在君临城
在奈德·史塔克说服劳勃国王不要参加比武大会后，观众观看了令人生畏的格雷果·“魔山”·克里冈爵士与“百花骑士”洛拉斯·提利尔爵士的决斗，最终，洛拉斯靠着自己所骑发情的母马分散了克里冈的公马的注意力，从而赢得了胜利。克里冈斩首了他的马并试图杀死洛拉斯，但“猎狗”桑铎·克里冈及时介入阻止。
瓦里斯向奈德透露，琼恩·艾林是被一种名为 “里斯之泪” 的毒药害死的，并暗示下毒之人是艾林来自狭谷的随从修夫爵士。
为了剑术训练，艾莉亚在红堡里追逐猫，期间无意中听到了瓦里斯和伊利里欧的对话，两人似乎在密谋反对铁王座，挑唆史塔克与兰尼斯特两大家族开战。艾莉亚试图警告父亲，却无法说清密谋者的身份。招募守夜人新兵的尤伦，向奈德通报了凯特琳逮捕提利昂一事。
丹妮莉絲·坦格利安怀孕的消息传到了小内阁会议。由于担心坦格利安-多斯拉克联盟的入侵，罗伯特下令暗杀丹妮莉丝和她未出生的孩子以及韦赛里斯。奈德拒绝执行命令并辞去首相的职务。会后，劳勃国王的弟弟藍禮·拜拉席恩在其情人洛拉斯爵士的劝说下，萌生了取而代之成为国王的念头。当劳勃国王悲伤地喝酒时，瑟曦·兰尼斯特前来探望，两人谈论了多斯拉克人带来的严重威胁以及二人失败的婚姻。
“小指头”培提尔·贝里席向奈德透露，艾林生前正在寻找劳勃国王的私生子。之后，奈德遭到詹姆・兰尼斯特的伏击，奈德表明对逮捕提利昂一事负责，由此引发了一场残酷的打斗。奈德的护卫都被杀了，其中包括卫队长乔里·卡塞尔。奈德与詹姆决斗，但詹姆的一名手下从后面用长矛刺穿了奈德的腿。詹姆放了奈德一条生路，并要求奈德归还其弟弟。

## 制作

### 编剧

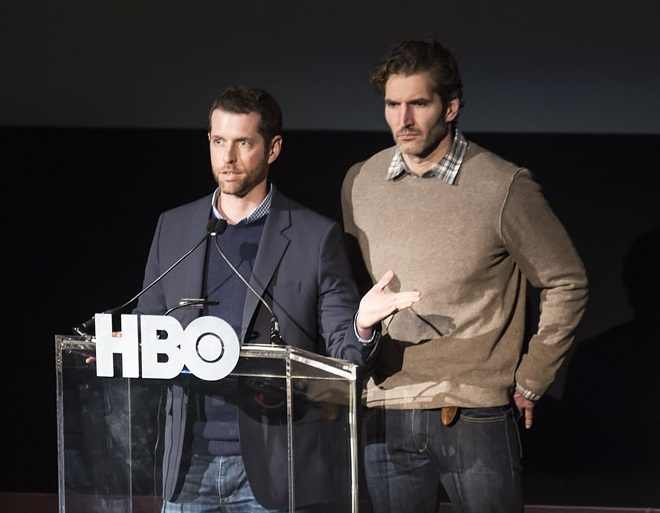
本集由该剧联合创作人大卫·贝尼奥夫与D·B·魏斯创作。

《狮狼之争》一集由剧集主创兼执行制片人大卫·贝尼奥夫与D·B·魏斯根据乔治·R·R·马丁的原著小说改编创作。该剧集涵盖了原著第31至36章内容（《艾德VII》、《提利昂IV》、《艾莉亚III》、《艾德VIII》、《凯特琳VI》及《艾德IX》等章节）。
影视改编延续了近年来充实原著角色的创作趋势，新增了多场书中未直接呈现的重要戏份。这些原创场景包括：小指头与瓦里斯的智斗博弈、劳勃国王与瑟曦王后的权力对话，以及蓝礼·拜拉席恩与洛拉斯·提利尔这对年轻恋人的亲密互动。剧集编剧团队藉此机会将原著中语焉不详的同性恋情作了具象化演绎（注：原著中蓝礼与洛拉斯的暧昧关系仅以隐笔暗示）。

### 选角

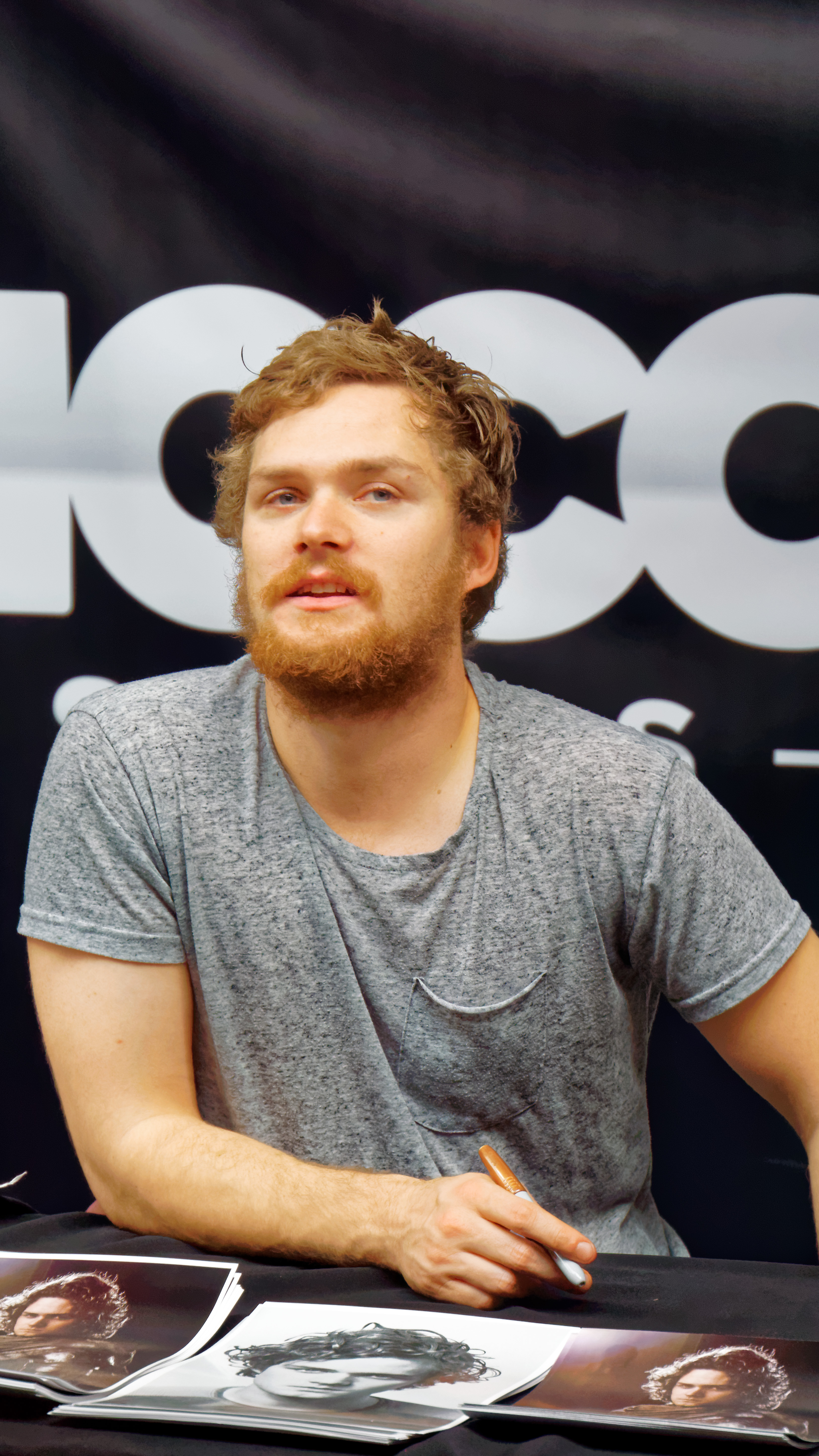
芬恩·琼斯在本集中首次以“百花骑士”洛拉斯·提利尔爵士的身份亮相

在本集中，芬恩·琼斯首次以“百花骑士”洛拉斯·提利尔爵士的身份亮相，这位年轻的比武骑士在剧中甫登场便引发关注。该角色是剧组最早官宣的选角之一——原著作者乔治·R·R·马丁于2010年6月确认了这一消息，此前该选角信息在合约签署前遭提前泄露。值得玩味的是，这位演员最初在剧组拍摄试播集期间，曾被考虑出演琼恩·雪诺一角。
本集还引入了新场景鹰巢城的角色阵容：苏格兰女演员凯特·迪基饰演的鹰巢城女主人莱莎·艾林首度登场。尽管迪基的外形与原著中莱莎的描写存在差异，但马丁盛赞其在试镜中的表演堪称完美。莱莎之子（剧中更名为罗宾以避免与劳勃国王混淆）由利诺·法希奥利饰演，而谷地骑士瓦狄斯·伊根爵士则由布兰登·麦考马克扮演。
内衣模特艾米丽·戴蒙德（Emily Diamond）在本集妓院场景中饰演挑逗乔里·卡塞尔（Jory Cassel）的妓女。戴蒙德最初受聘担任某主演的裸替演员，因表现亮眼获制作团队青睐从而获得正式角色[需引证]。此外，选角指导罗伯特·斯特恩（Robert Sterne）在本集客串出演君临城的侍从，延续了其在剧组“戏中戏”的趣味传统。

### 拍摄地点

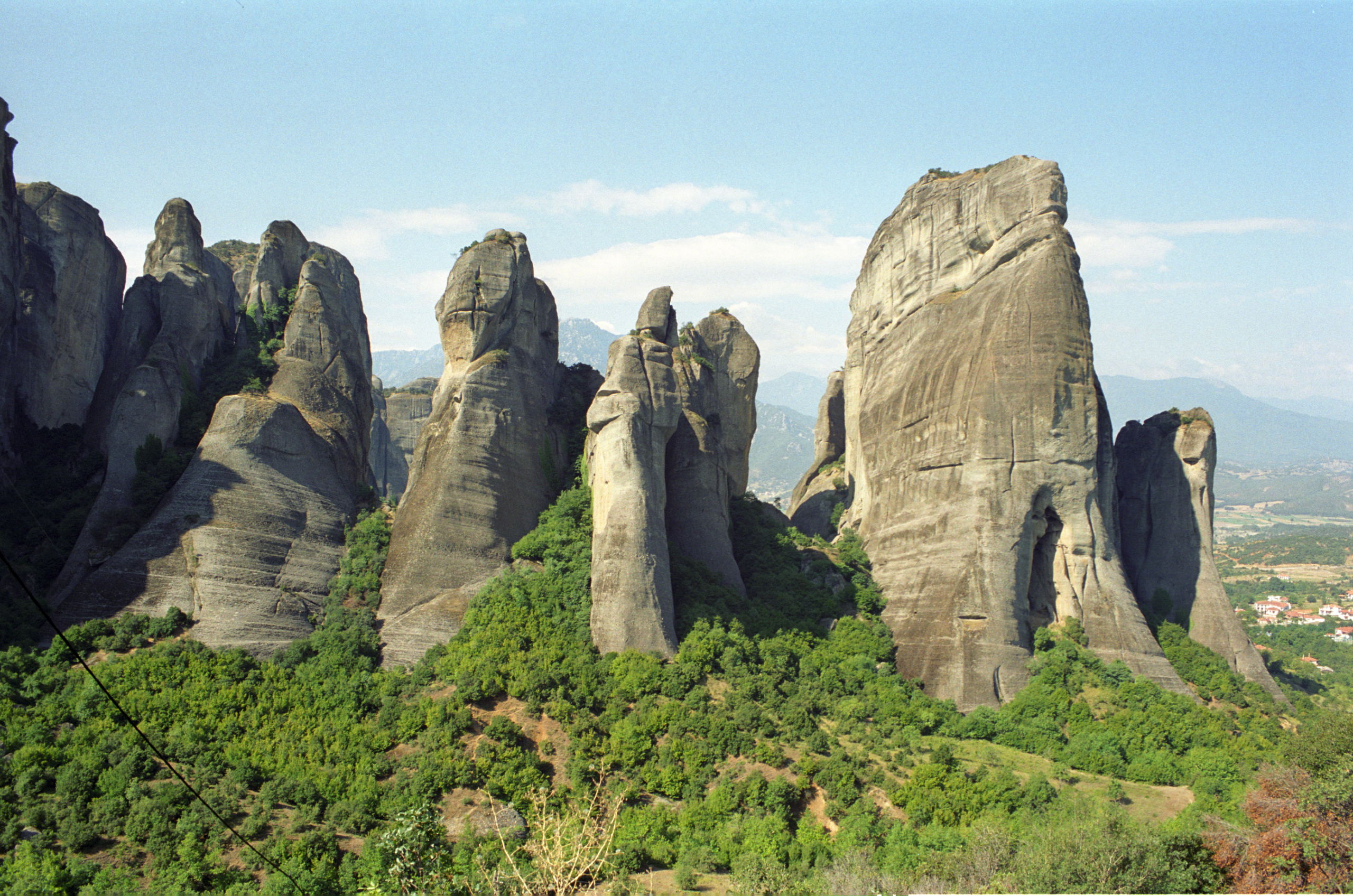
迈泰奥拉的图像被用来合成山谷的景色。

本集的内景是在彩绘大厅工作室拍摄的。始于上一集的“首相比武大会”场景继续在肖恩城堡拍摄。剧组转战马耳他拍摄君临城多场外景：艾莉亚追猫迷路的红堡地牢，实为马耳他维托里奥萨镇的圣安杰洛堡地牢。
在拍摄鹰巢城的全景以及天牢的场景时，为了制作狭谷的电脑生成图像合成画面，视觉特效团队采用了希腊迈泰奥拉岩层的图像和纹理。起初，他们考虑过中国的张家界，但由于场景的基础画面是在爱尔兰拍摄的，所以选用迈泰奥拉更为合适。

### 打斗编排
随着该系列从剧情铺垫转向动作场面，每集都呈现了更多的打斗场景，而《狮狼之争》一集由于涉及大量动作戏份需要进行精心编排。动作指导巴斯特·里夫斯设计了所有武打动作，并指导演员如何完成这些动作以呈现出真实的攻击性。里夫斯特别提到山民伏击这场戏是拍摄难度最高的场景之一，因为他需要在屏幕上同时展现多人混战场面，既要确保每个人的动作都独具特色且充满张力，还要考虑到当20名手持斧剑的特技演员从演员群中穿梭时可能给主演带来的压迫感。

### 鸣谢
本集特别注明“谨此纪念卡罗琳·路易斯·伯努瓦”——这位26岁的动物训练师曾为剧组工作六个月，主要负责训练替代冰原狼出镜的犬类演员。2010年12月18日，也就是拍摄结束数日后，她在家中突发急症，最终于12月29日因感染甲型H1N1流感不幸离世。

## 评价

### 评级
本集首播收视人数攀升至258万，延续了前几周的上升趋势。计入重播观众后，当晚该剧总收视人数达到330万。

### 主流评论
《狮狼之争》一集获得了剧评界的高度赞誉，许多人认为这是迄今为止最精彩的单集。评论聚合网站烂番茄收录了21篇专业剧评，其中95%给予积极评价，均分达9.35（满分10分）。网站总结评论共识称：“《权力的游戏》通过强劲的剧本张力、精湛的表演技艺以及富有感染力且引人入胜的场景设定，在《狼与狮》中牢牢抓住了观众的注意力，将剧集张力推至新高。” 美国在线电视台的莫琳·瑞安（Maureen Ryan）打出90/100分，特别肯定了演员们的卓越表现和精良的剧本创作。AV Club的艾米丽·范德沃夫（Emily VanDerWerff）和大卫·西姆斯（David Sims）都为本集打出“A”级评分。
剧评界一致认为，经过四集背景铺陈与主要角色登场后，本集剧情开始加速推进并提升矛盾烈度。大卫·西姆斯指出“此刻所有阴谋算计、对话交锋与铺垫情节终于开始积蓄起真正的戏剧张力” 。IGN马特·福勒（Matt Fowler）评价称，即便琼恩·雪诺与丹妮莉丝·坦格利安等观众挚爱的角色缺席，本集仍堪称“剧集开播以来最精彩的一集”。
莫琳·瑞安（Maureen Ryan）认为本集大获成功的要诀之一，在于其舍弃了守夜人与多斯拉克人等的支线剧情，集中呈现单一场景。范德沃夫对此表示认同，并补充指出随着剧集推进，编剧团队愈发大胆地通过添加原著未涵盖的新场景来完善故事基底。
评论界对本集其他亮点的聚焦，则集中于动作场面的震撼力与视觉呈现的冲击效果——尤其是鹰巢城全景与天牢的匠心设计，以及地下密库中陈列的龙首遗骸，都成为视觉美学的典范。

### 荣誉
| 年份 | 奖项                   | 类别               | 被提名人    | 结果 | 引用来源 |
| ---- | ---------------------- | ------------------ | ----------- | ---- | -------- |
| 2011 | 艾美奖黄金时段创意艺术 | 杰出的特技协调能力 | 保罗·詹宁斯 | 提名 | [ 23 ]   |